# Lamprosiella eborella
Lamprosiella eborella är en fjärilsart som beskrevs av Jean Baptiste Boisduval 1847. Lamprosiella eborella ingår i släktet Lamprosiella och familjen björnspinnare. Inga underarter finns listade i Catalogue of Life.